# Крупская (станция)
Кру́пская — железнодорожная станция Абаканского региона Красноярской железной дороги, на Южно-Сибирской магистрали. Находится в Минусинском районе Красноярского края.
Создана в ходе строительства железной дороги Абакан — Тайшет. Одновременно со станцией создан небольшой посёлок имени Крупской. Является остановочным пунктом электропоезда Абакан — Кошурниково и стоянкой скорого поезда № 123/124 Абакан — Красноярск. 
Расположена в сосновом бору, вблизи озёр Большой и Малый Кызыкуль, в связи с чем привлекает туристов из близлежащих городов Абакана и Минусинска. Летом развит пеший туризм, зимой — лыжный.

## Пригородное сообщение
На станции ежедневно останавливается электропоезд Абакан — Кошурниково.

## Дальнее сообщение
| № поезда 124 (скорый) | Маршрут движения Абакан - Красноярск | № поезда 123 (скорый) | Маршрут движения Красноярск - Абакан |
| --------------------- | ------------------------------------ | --------------------- | ------------------------------------ |
| 123                   | Красноярск — Абакан                  | 124                   | Абакан — Красноярск                  |